# Ostreidae
Famille
Les Ostreidae sont une famille de mollusques bivalves de l'ordre des Ostreoida. La plupart des espèces comestibles, nommées « huîtres », se trouvent dans cette famille.

## Liste des genres

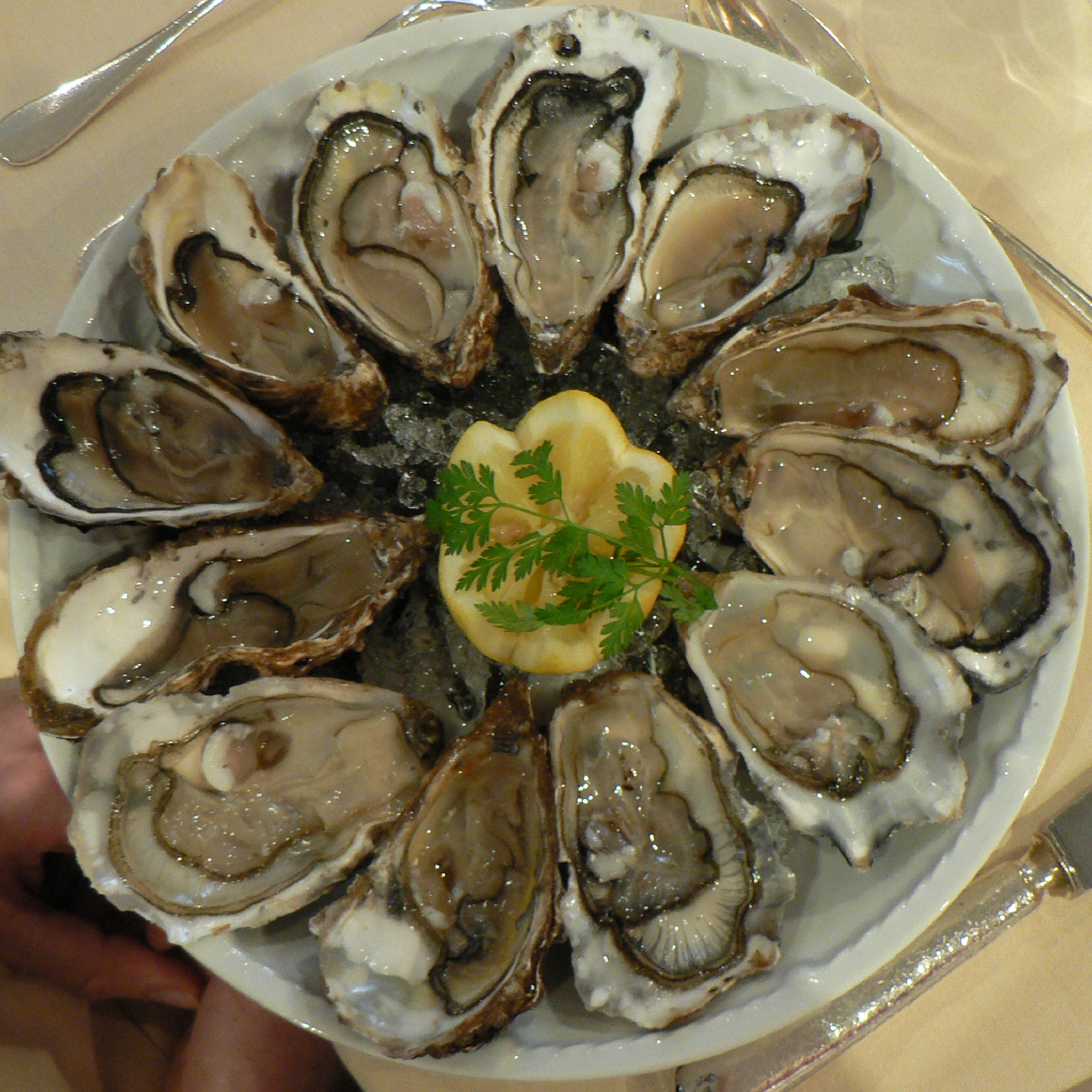
Un plateau d'huîtres (Magallana gigas).

Cette famille est divisée en 14 genres contemporains comportant au total environ 71 espèces actuelles. Un grand nombre des genres sont monotypiques, et la famille est largement dominée par les genres Ostrea, Crassostrea, Magallana et Saccostrea. 
Liste des sous-familles et genres selon World Register of Marine Species (9 janvier 2015) :
- sous-famille Crassostreinae Scarlato & Starobogatov, 1979
  - genre Crassostrea Sacco, 1897 -- 12 espèces actuelles
  - genre Cubitostrea Sacco, 1897 †
  - genre Flemingostrea Vredenburg, 1916 †
  - genre Magallana Salvi & Mariottini, 2016 -- 10 espèces actuelles
  - genre Talonostrea Li & Qi, 1994 -- 2 espèces actuelles
- sous-famille Ostreinae Rafinesque, 1815
  - genre Alectryonella Sacco, 1897 -- 1 espèce actuelle
  - genre Booneostrea Harry, 1985 -- 1 espèce actuelle
  - genre Dendostrea Swainson, 1835 -- 7 espèces actuelles
  - genre Lopha Röding, 1798 -- 1 espèce actuelle
  - genre Nanostrea Harry, 1985 -- 1 espèce actuelle
  - genre Ostrea Linnaeus, 1758 -- 17 espèces actuelles
  - genre Planostrea Harry, 1985 -- 1 espèce actuelle
  - genre Pustulostrea Harry, 1985 -- 2 espèces actuelles
  - genre Teskeyostrea Harry, 1985 -- 1 espèce actuelle
- sous-famille Saccostreinae Salvi & Mariottini, 2016
  - genre Saccostrea Dollfus & Dautzenberg, 1920 -- 10 espèces actuelles
- sous-famille Striostreinae Harry, 1985
  - genre Striostrea Vialov, 1936 -- 3 espèces actuelles
- Ostreidae non assignés
  - genre Anomiostrea Habe & Kosuge, 1966 -- 1 espèce actuelle
  - genre Nicaisolopha Vyalov, 1936 -- 1 espèce actuelle

Selon Paleobiology Database (19 octobre 2019):

Ambigostrea - Anulostrea - Booneostrea - Crassostrea - Dendostrea - Kulunostrea - Laevostrea - Margostrea - Nicaisolopha - Notostrea - Oscillopha - Ostrea - Peilinia - Planostrea - Pulvinostrea - Quadrostrea - Striostrea - Umbrostrea

et dans la sous-famille Ostreinae : Abruptolopha - Alectryonella - Amphidonta - Arctostrea - Avia - Conradostrea - Cryptostreini - Cubitostrea - Dendostrea - Fatina - Flemingostrea - Lopha - Odontogryphaea - Oscillolopha - Ostreola - Pseudoperna

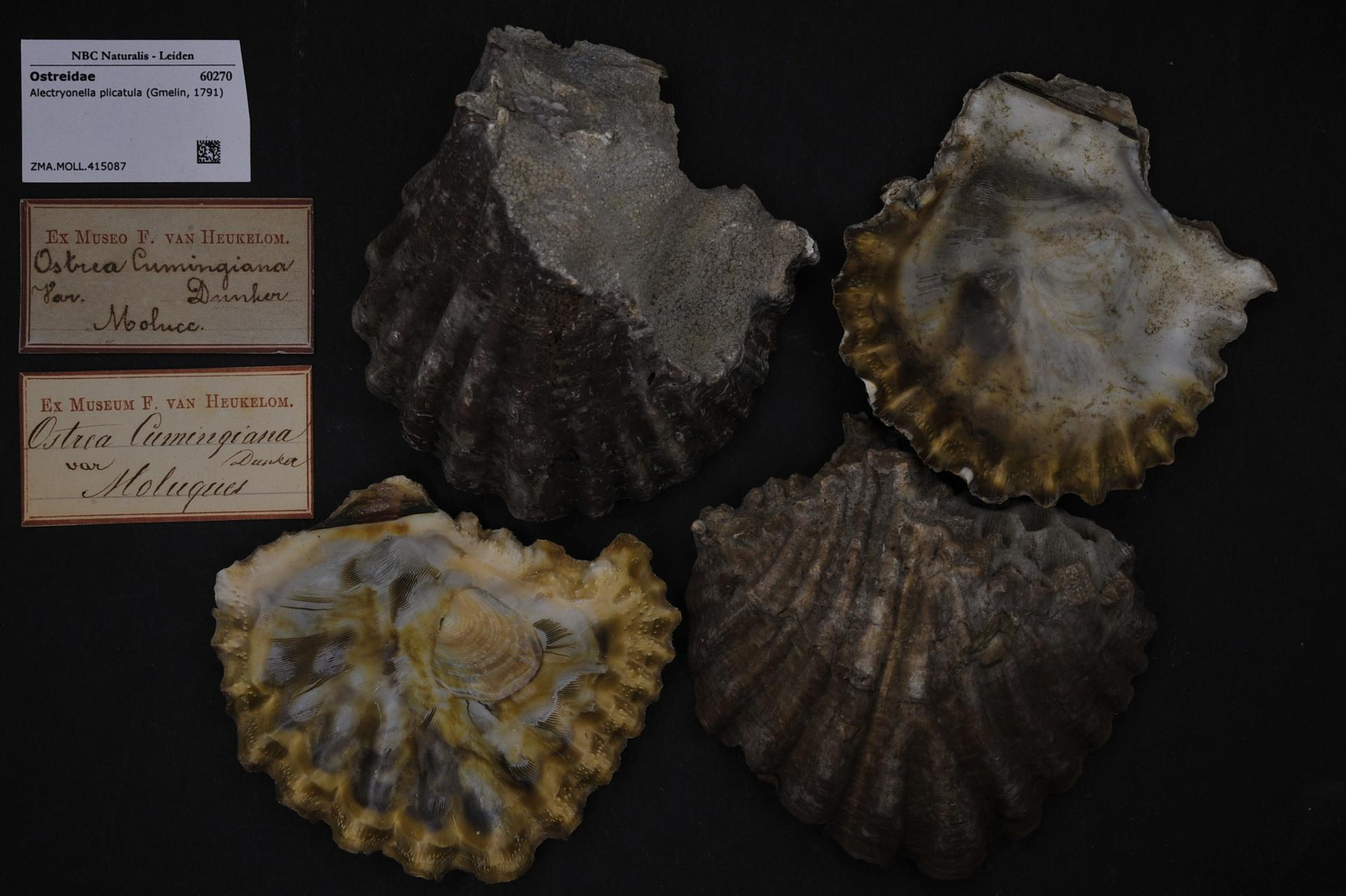
Alectryonella plicatula
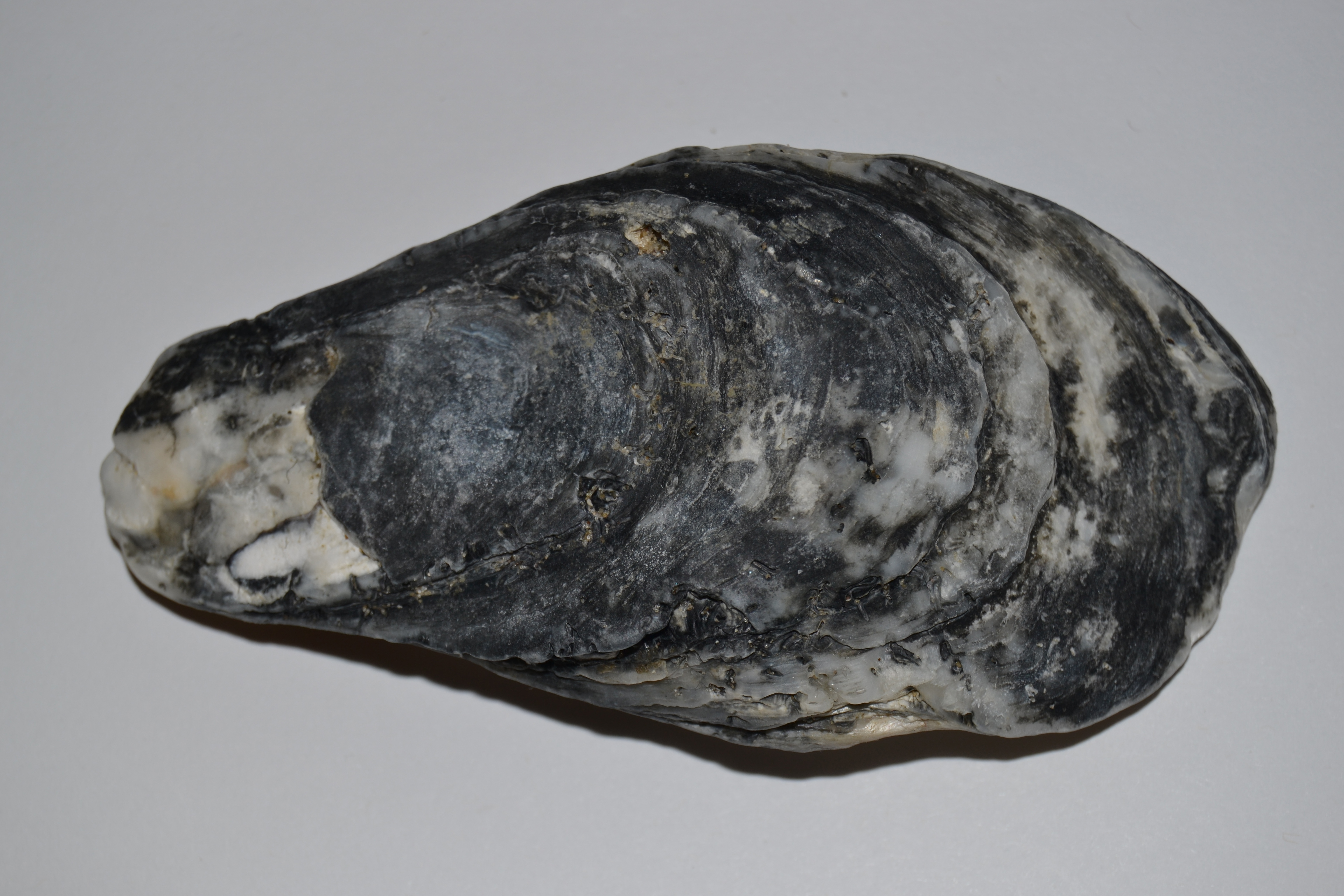
Crassostrea virginica
Dendostrea frons
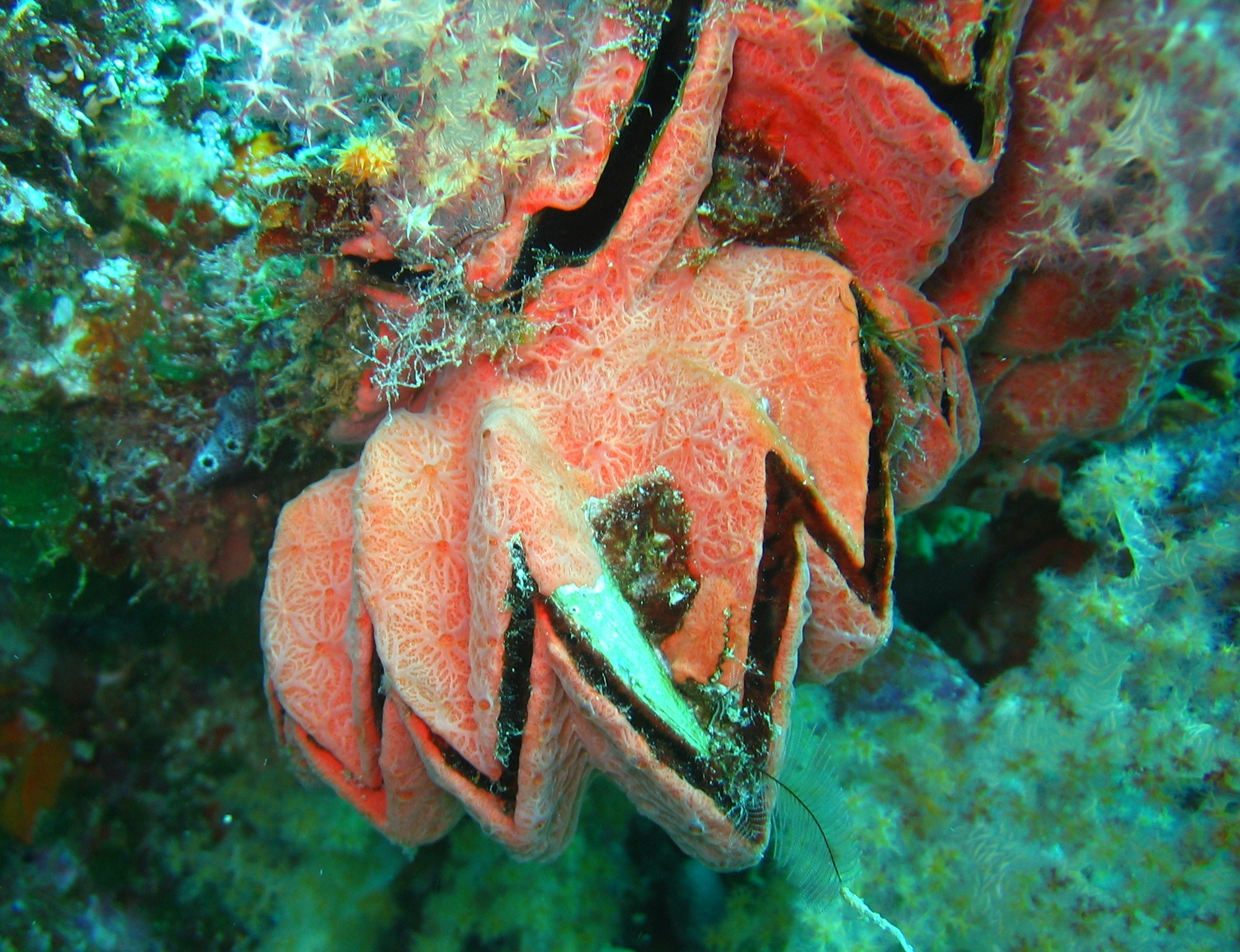
Lopha cristagalli
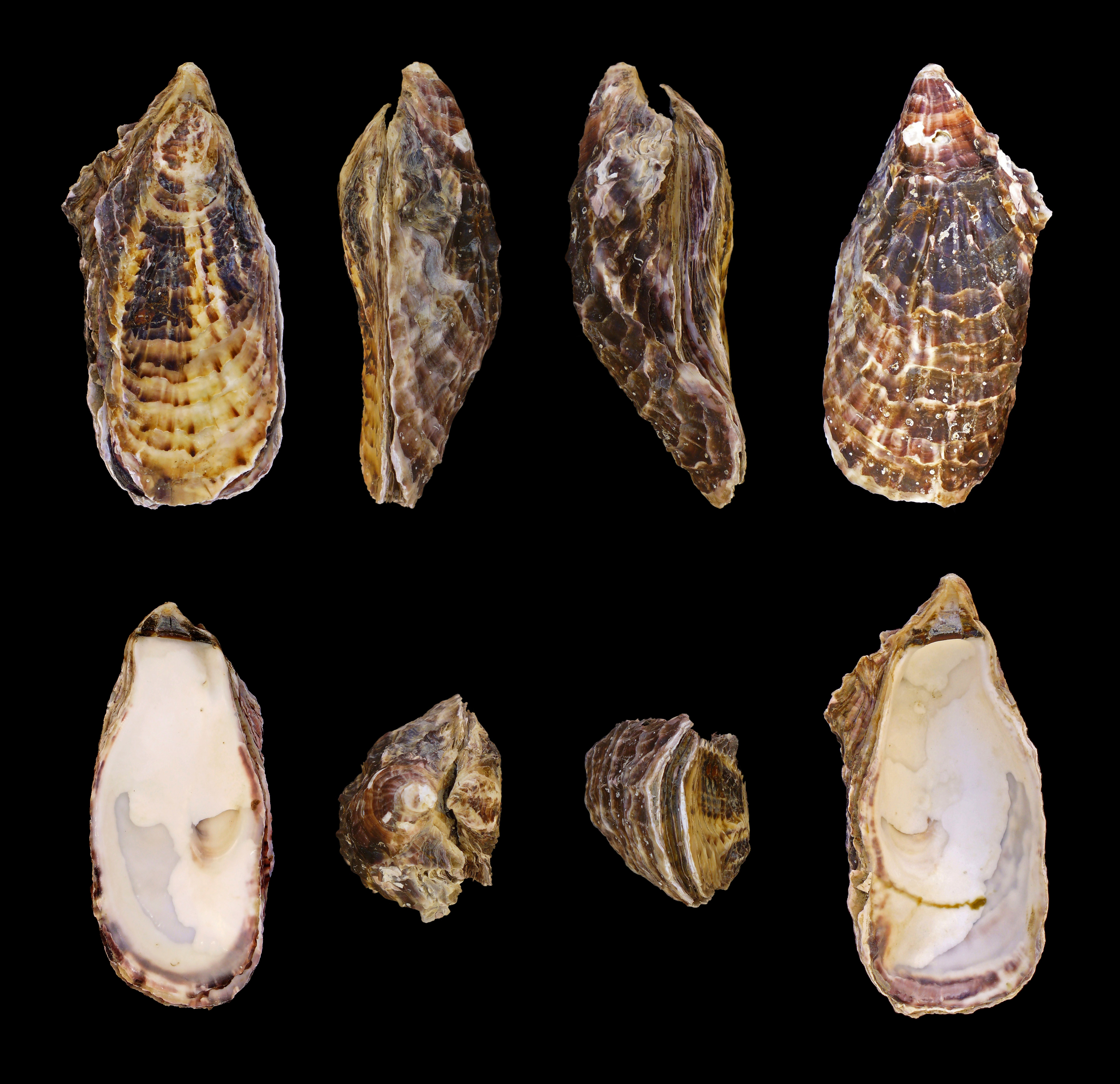
Magallana gigas
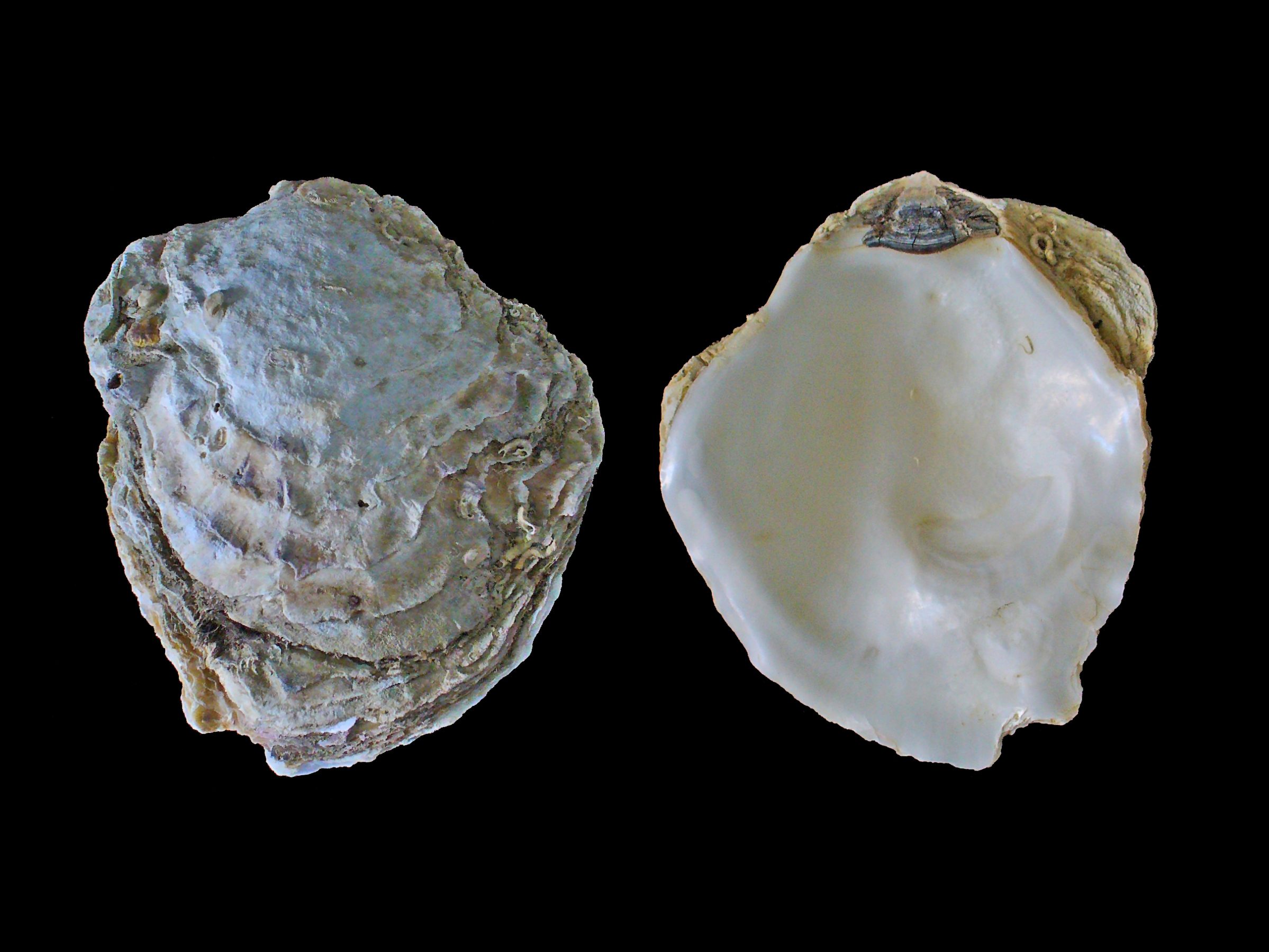
Ostrea edulis
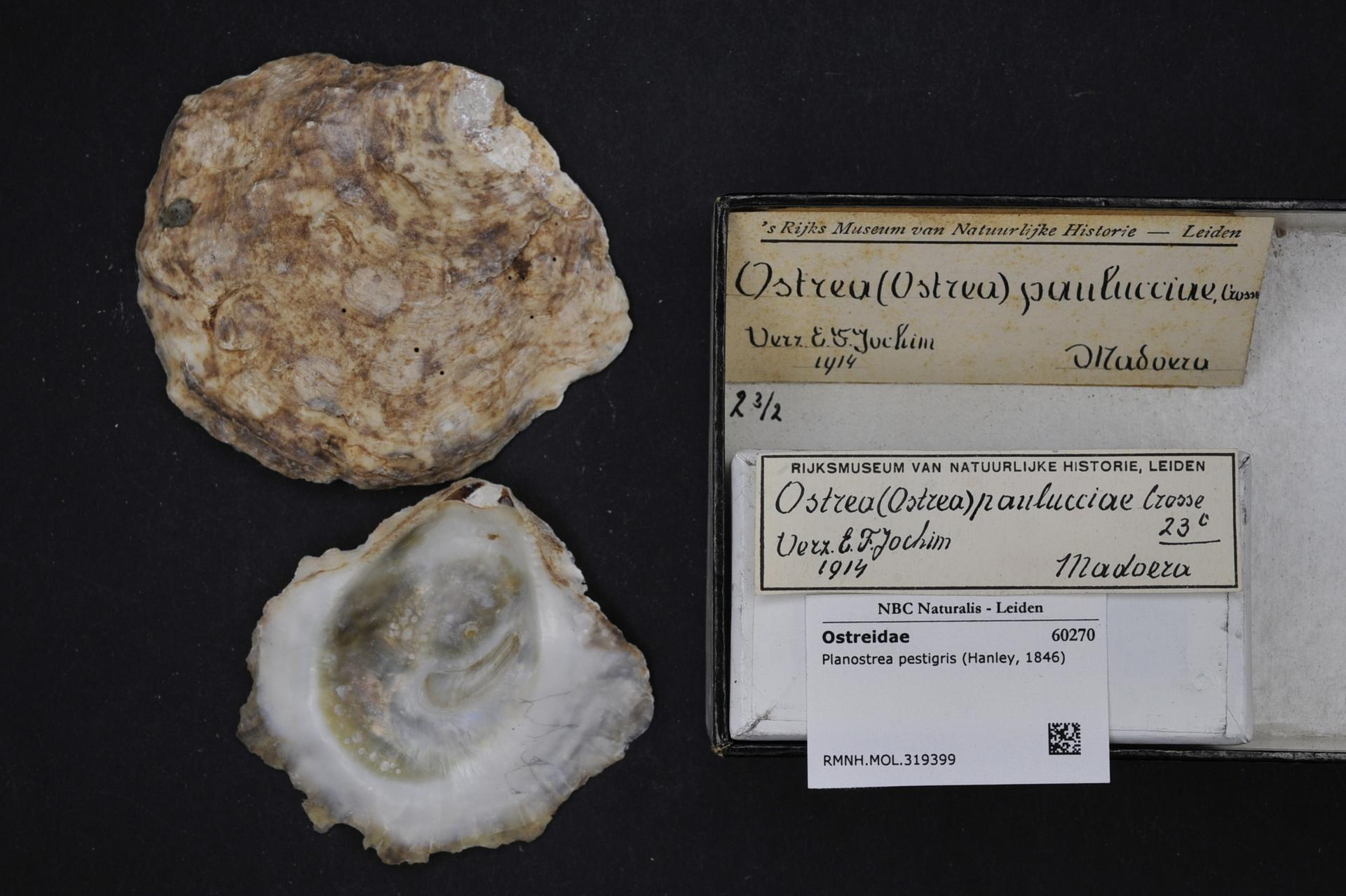
Planostrea pestigris
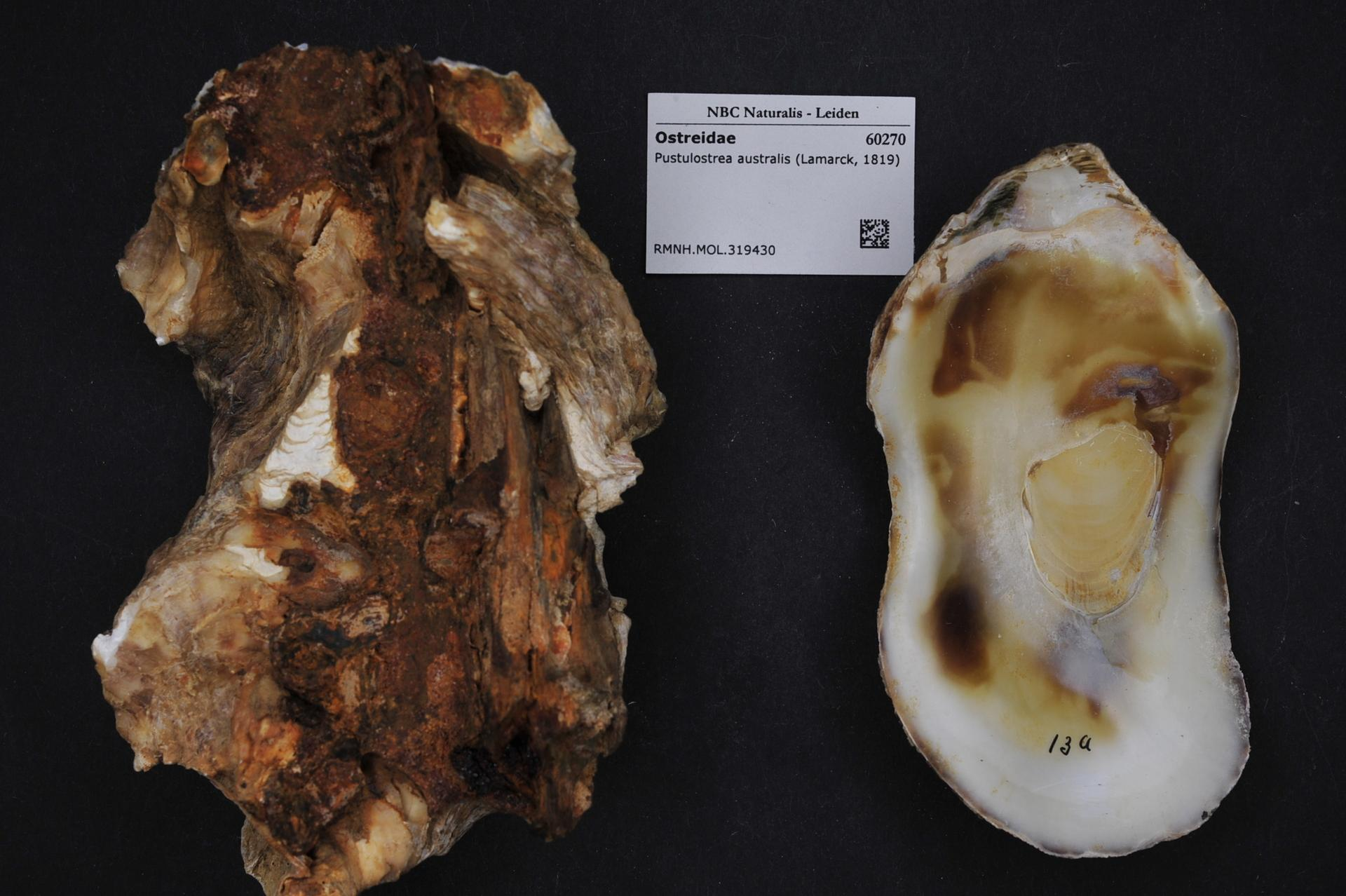
Pustulostrea australis
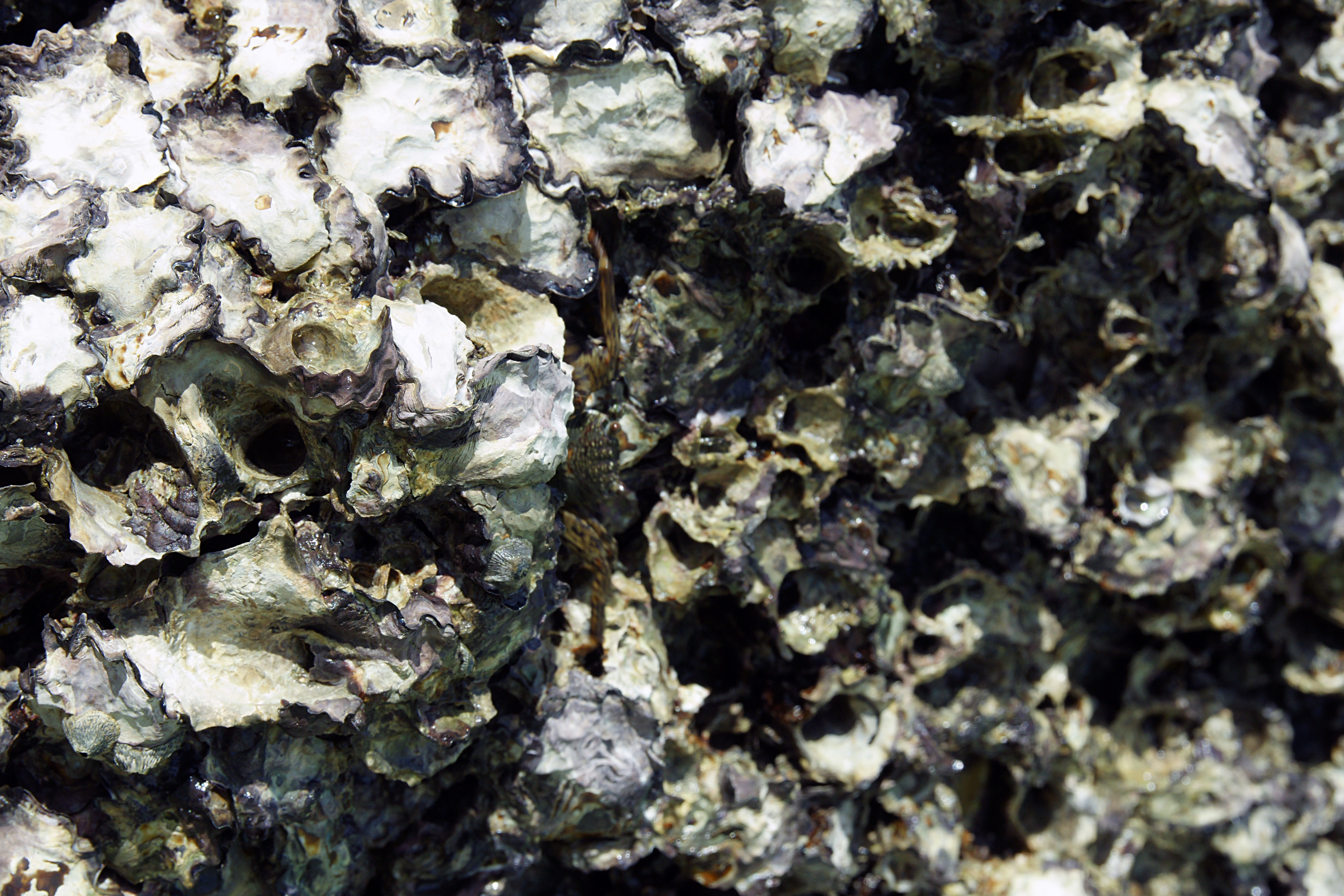
Saccostrea cucullata
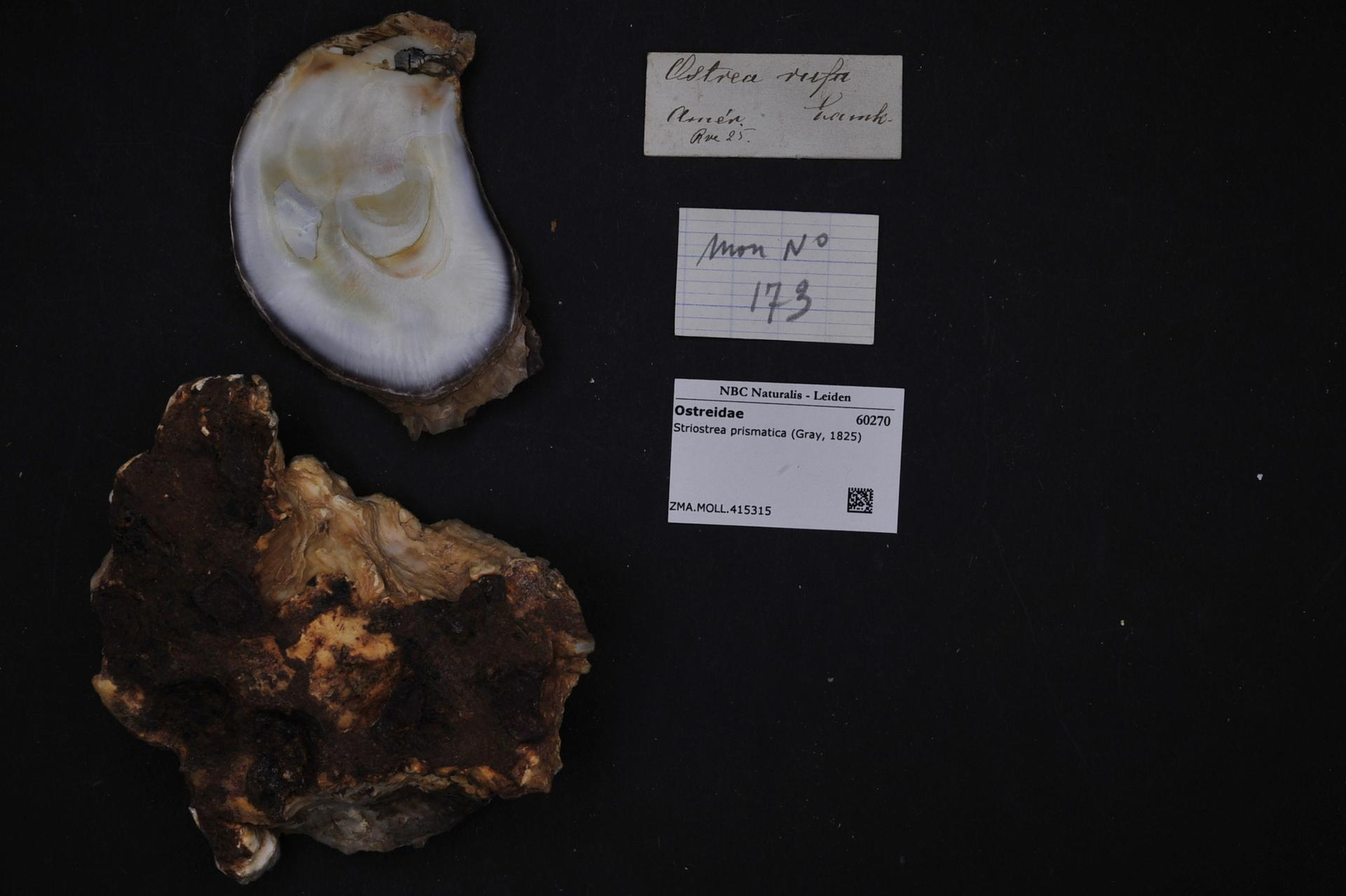
Striostrea prismatica
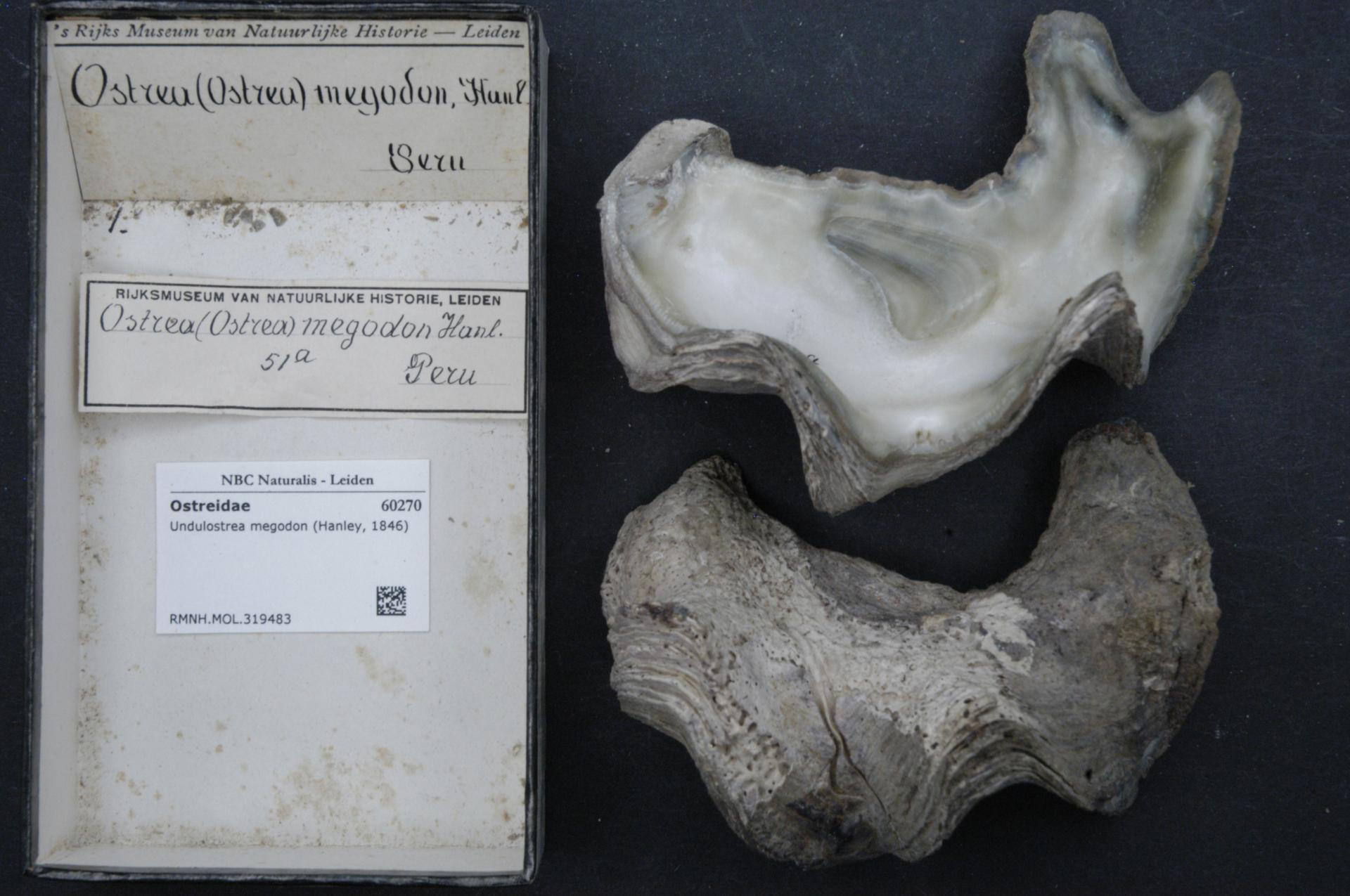
Undulostrea megodon

## Consommation
Presque toutes les espèces de cette famille sont comestibles, même si seulement une partie ont un réel intérêt culinaire, alimentaire et commercial. 
L'huître la plus consommée est l'huître japonaise Magallana gigas, importée en Europe au XXe siècle pour ses meilleurs rendements que l'huître européenne Ostrea edulis (désormais dénommée « huître plate »). 

## Galerie

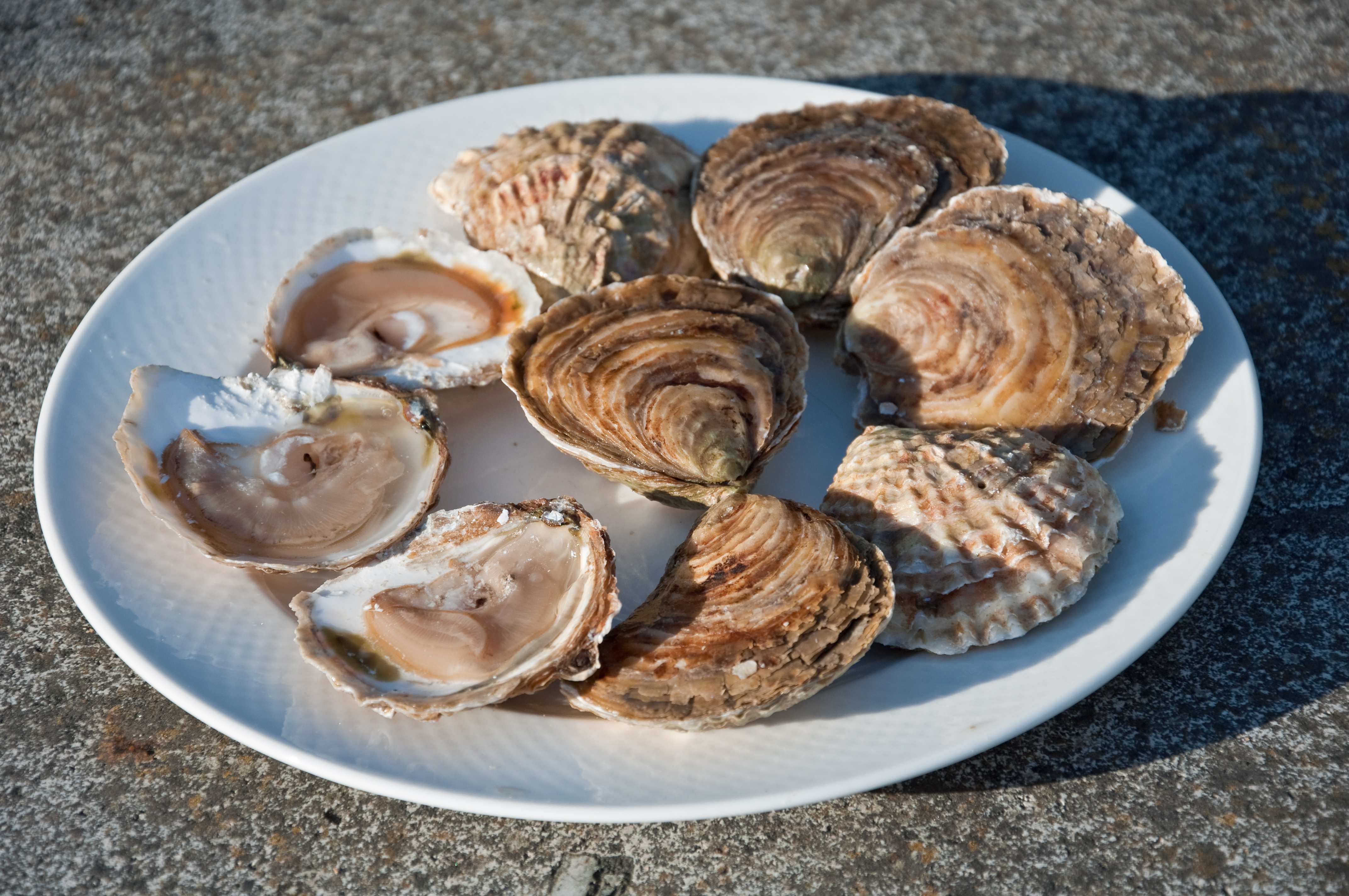
Assiette d'huîtres plates (ou « européennes » : Ostrea edulis)
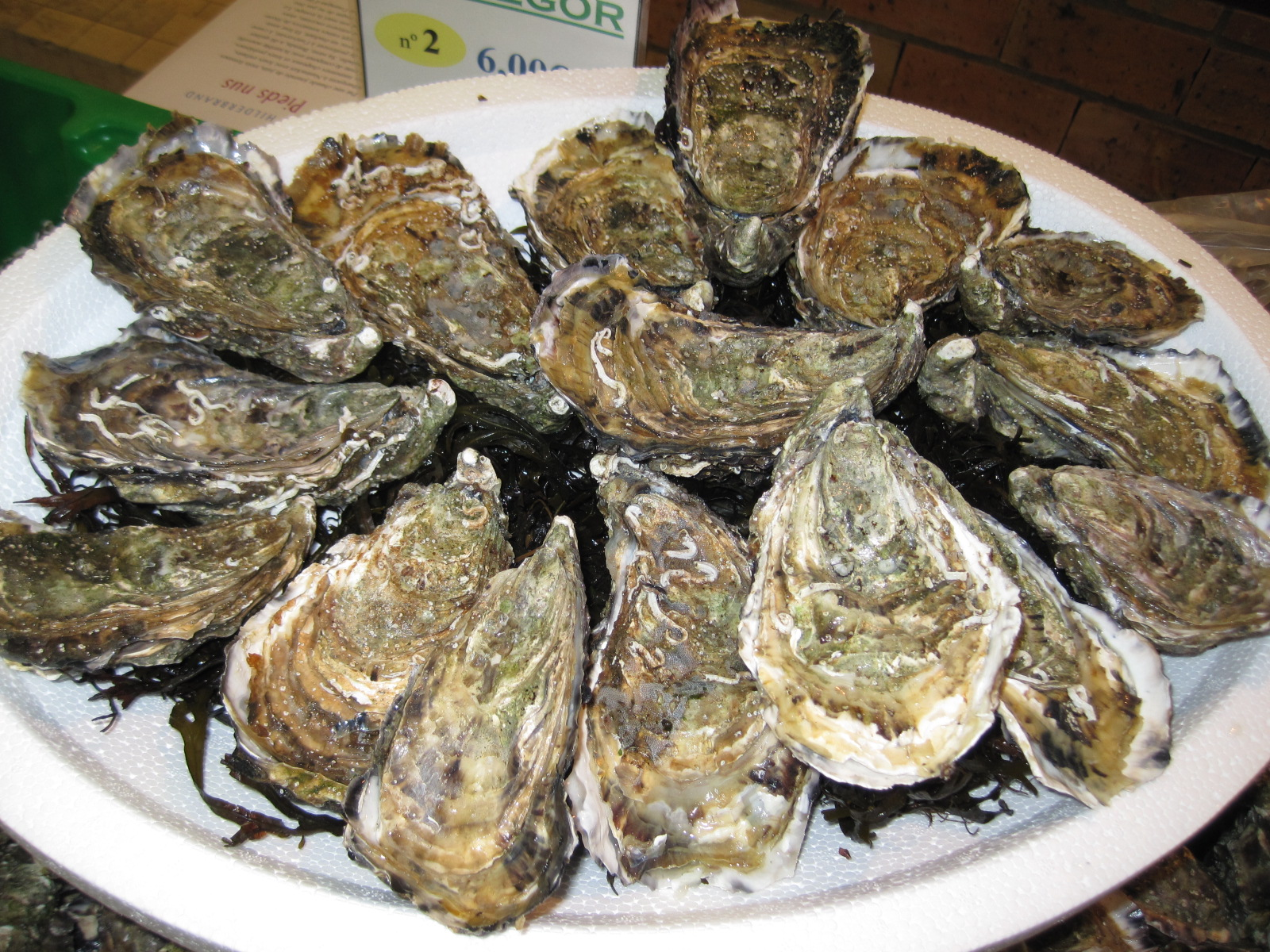
Assiette d'huîtres creuses (ou « japonaises » : Magallana gigas)
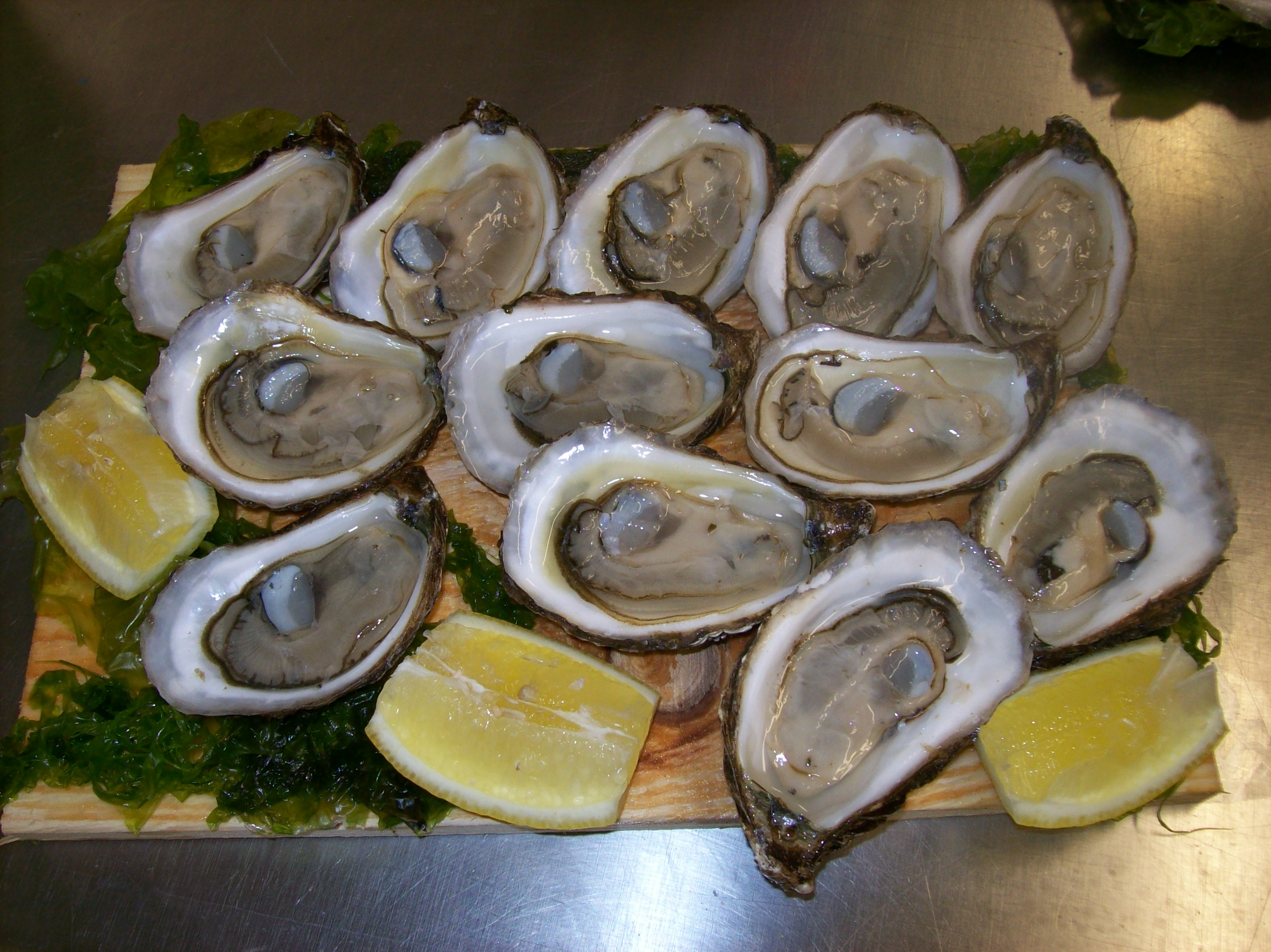
Assiette d'huîtres creuses de Virginie (Crassostrea virginica)
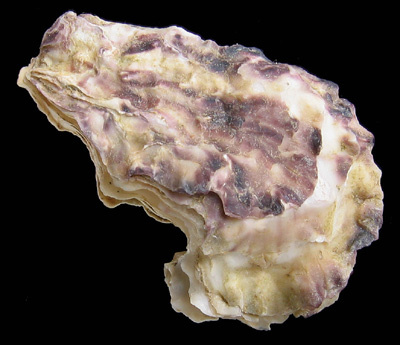
Huître portugaise (Magallana angulata)
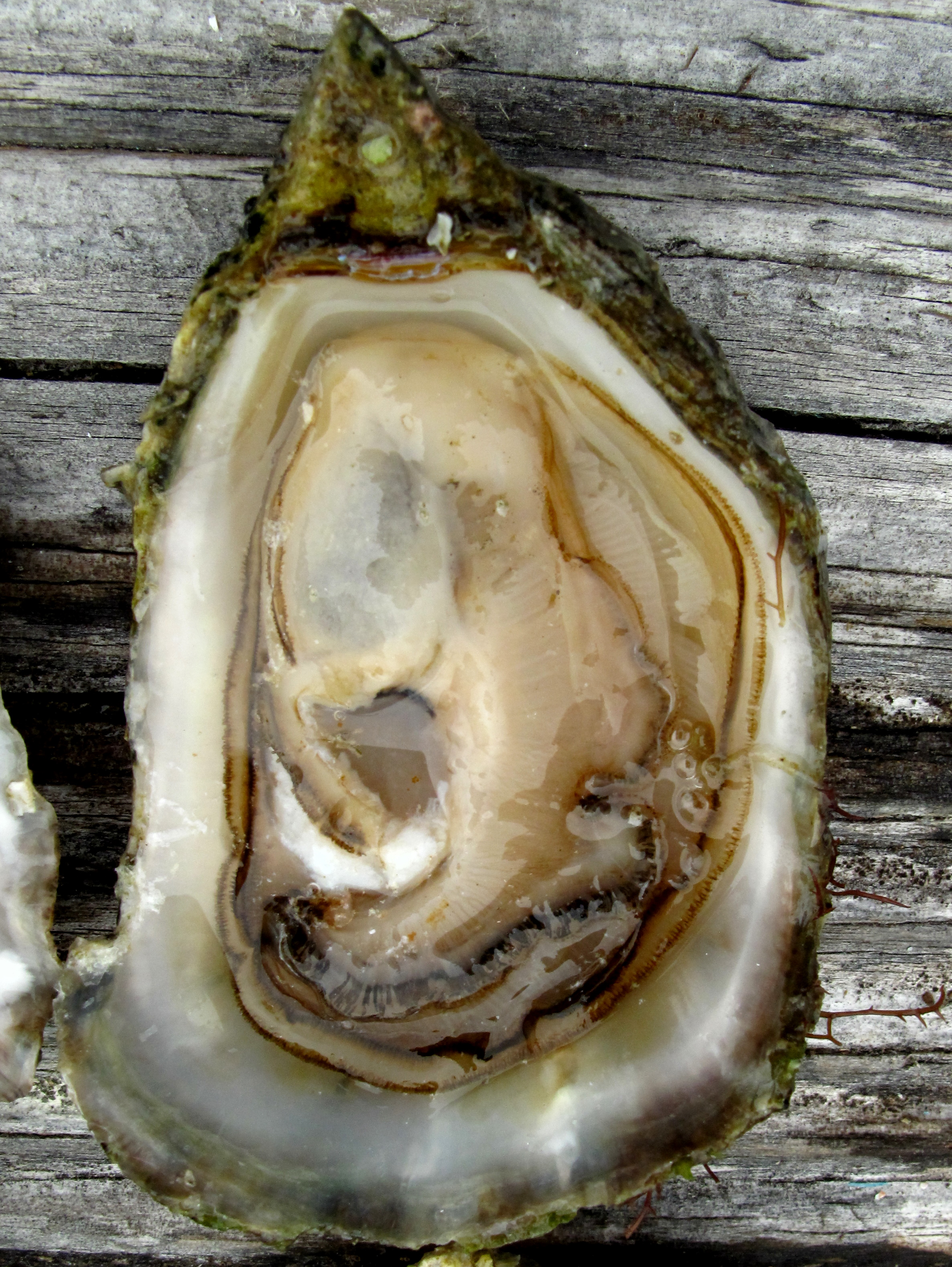
Huître olympe (Ostreola conchaphila)